# ريتشارد هونيغ
ريتشارد هونيغ (بالألمانية: Richard Honig)‏ هو أستاذ جامعي ومحامي ألماني، ولد في 3 يناير 1890 في بوزنان في بولندا، وتوفي في 25 فبراير 1981 في غوتينغن في ألمانيا.